# Sociálně ekonomický ústav ČSAV
Sociálně ekonomický ústav ČSAV byl jako zvláštní rozpočtová organizace Československé akademie věd založen 1. ledna 1987 a zrušen 1. června 1993; sídlil na adrese Stříbrnické Nivy 2, Ústí nad Labem-město. Na konci činnosti byl sloučen s Ekonomickým ústavem ČSAV. Ústav po celou dobu vykazoval nulové vědecké výsledky a patřil mezi nejméně známé akademické instituce v ČR.[zdroj?]